# Comuna Rødovre
Rødovre (Rødovre Kommune) este o comună din regiunea Hovedstaden, Danemarca, cu o suprafață totală de 12,18 km² și o populație de 3.662 de locuitori (2011).